# 시즈하마촌
시즈하마촌(静浜村)은 시즈오카현의 중부, 시다군에 속해있던 촌이다. 현재의 야이즈시의 남동부에 해당한다.

## 역사
- 1889년 4월 1일 - 정촌제 시행에 의해 시다군 시즈하마촌이 성립하였다.
- 1955년 3월 31일 - 아이카와촌, 요시나카촌과 합병해, 오이카와정이 성립하여, 동일 시즈하마촌은 폐지되었다.

## 교통

### 도로
- 국도 제150호선

## 참고 문헌
- 『가도카와 일본 지명 대사전 22 静岡県』。